# Tanyptera (Mesodictenidia) gracilis
Tanyptera (Mesodictenidia) gracilis is een tweevleugelige uit de familie langpootmuggen (Tipulidae). De soort komt voor in het Palearctisch gebied.